# Віротерпимість
Віротерпи́мість — принцип міжконфесійних, державно-церковних відносин, що характеризує терпиме (толерантне) ставлення прихильників одного віросповідання до іншого, держави з офіційною, привілейованою релігією до інших релігійних напрямів.

## Історія
Історично, політична і релігійна сфера були найбільш важливими для просування ідей терпимості, оскільки відмінності в політичних і релігійних ідеологіях вели до численних воєн, чисток і інших проявів жорстокості. Філософи і письменники Просвітництва, особливо Вольтер і Лессінг, активно виступали за релігійну терпимість і їх вплив відчувається в сучасному західному суспільстві. Водночас питання політичної терпимості досі залишаються меншою мірою осмислені. Хоча недолік релігійної терпимості викликає проблеми в багатьох регіонах світу, відмінності в політичній ідеології привели до сотень мільйонів жертв тільки в XX столітті